# نورمن سیلا
نورمن سیلا (انگلیسی: Norman Sylla؛ زادهٔ ۲۷ سپتامبر ۱۹۸۲) بازیکن فوتبال اهل فرانسه است.
از باشگاه‌هایی که در آن بازی کرده‌است می‌توان به باشگاه فوتبال تاموورث، باشگاه فوتبال ردیچ یونایتد، باشگاه فوتبال دنیزلی اسپور، ای‌اف‌سی توبیز، باشگاه فوتبال آکسفورد یونایتد، باشگاه فوتبال بارنت، باشگاه فوتبال بنبری یونایتد، و باشگاه فوتبال هاوانت و واترلوویل اشاره کرد.
وی همچنین در تیم ملی فوتبال گینه بازی کرده‌است.